# پاتریک جردن
پاتریک جردن (انگلیسی: Patrick Jordan؛ زادهٔ ۲۰ اکتبر ۱۹۲۳ – درگذشته ۱۰ فوریه ۲۰۲۰) بازیگر اهل بریتانیا بود.
وی بازیگر فیلم‌هایی همچون شما آدم‌های خوش‌شانس!، طولانی‌ترین روز، بانی لیک گم شده، پلنگ صورتی دوباره ضربه می‌زند و پوآرو (فصل اول) بوده است.